# Devil sticks
Gậy ma quỷ (Devil sticks) là một Đồ chơi kỹ năng cấu tạo là một chiếc gậy 2 đầu gắn vật nặng để khi chơi tạo ra hiệu ứng con quay hồi chuyển. Devil sticks được cho rằng có nguồn gốc từ Trung Quốc với hình dạng đơn giản là những cây gậy nho. Giống tung hứng, Devil sticks cần có các kỹ năng kéo léo, phản xạ,...

### Đặc trưng
Devil sticks thường dài 30-80cm và nặng 100-250g.Hai đầu gậy nặng bằng nhau và nặng hơn nhiều phần cán gậy.
 Còn 2 cây đũa để điều khiển gậy.Khi chơi, cây gậy trông giống như lơ lửng,xoay vòng,... cảm thấy như có một cái gì đó siêu nhiên như ma quỷ điều khiển.